# Kostroga
Kostroga (deutsch Helenenhof) ist eine kleine  Siedlung in der polnischen Woiwodschaft Pommern, die zur Landgemeinde Czarna Dąbrówka (Schwarz Damerkow) im Powiat Bytowski (Bütower Kreis) gehört.

## Geographische Lage
Das Dorf  liegt in Hinterpommern, etwa zehn Kilometer südsüdwestlich der Stadt Lębork (Lauenburg in Pommern) und zwei Kilometer östlich des Kirchdorfs Kozin (Kosemühl).

## Geschichte
Die Ortschaft  war ursprünglich ein Vorwerk der später nach Kose eingegliederten Gemeinde Kosemühl und ist mit seiner Geschichte eng mit Kosemühl bzw. Kose verbunden. Im Jahre 1818 gab es 18 Einwohner in Helenenhof, 1871 aber  schon 53 bei sechs Wohngebäuden. Nach Errichtung der Bahnstrecke unterschied man 1905 die Ortschaften Helenenhof-Gut (62 Einwohner, fünf Wohngebäude) und Helenenhof-Bahnhof (12 Einwohner, zwei Wohngebäude).
Als Ortsteil von Kosemühl und später von Kose gehörte Helenenhof bis 1945 zum Landkreis Stolp im Regierungsbezirk Köslin der preußischen Provinz Pommern des Deutschen Reichs.
Nach Beendigung der Kampfhandlungen des Zweiten Weltkriegs wurde die Region zusammen mit ganz Hinterpommern seitens der sowjetischen Besatzungsmacht der Volksrepublik Polen zur Verwaltung überlassen. Helenenhof wurde anschließend unter der polonisierten Ortsbezeichnung ‚Kostroga‘ verwaltet.
Im Herbst 1945 wurde im Nachbarort Gliesnitz ein polnischer Verwalter eingesetzt, der die Güter  Gliesnitz, Helenenhof,  Hohenlinde und Friedrichswalde (Alt Friedrichswalde und Neu Friedrichswalde, zum Dorf Wutzkow gehörige, südwestlich des Dorfkerns Wutzkow  gelegene Ortsteile)  bewirtschaften sollte. Die einheimischen Dorfbewohner wurden in der Folgezeit von der polnischen Administration vertrieben.
Das Dorf ist heute ein Teil der Gmina Czarna Dąbrówka, nun allerdings dem Powiat Bytowski (Kreis Bütow) angegliedert.

## Kirche

### Kirchspiel bis 1945
Kirchlich war Helenenhof bis 1945 mit seiner überwiegend evangelischen Bevölkerung in das Kirchspiel Mickrow eingegliedert, das zum Kirchenkreis Stolp-Altstadt in der Kirchenprovinz Pommern der Kirche der Altpreußischen Union gehörte.
Das katholische Kirchspiel war in Stolp.

### Polnisches Kirchspiel seit 1945
Die seit 1945 und Vertreibung der einheimischen Dorfbewohner anwesende polnische Einwohnerschaft ist überwiegend katholisch.
Der Ort gehört zur katholischen Pfarrei Mikorowo (Mickrow) im Dekanat Łupawa (Lupow) im Bistum Pelplin der Katholischen Kirche in Polen.
Evangelische Polen sind in die Kreuzkirchengemeinde in Stolp in der Diözese Pommern-Großpolen der Evangelisch-Augsburgischen Kirche in Polen eingepfarrt – mit der Filialkirche in Lębork (Lauenburg in Pommern).

## Verkehr
Der Ort liegt an der Provinzstraße 212 (ehemalige deutsche Reichsstraße 158).
Bis 1945 war Helenenhof Bahnstation an der Strecke von Lauenburg in Pommern nach Bütow; nach Ende des Zweiten Weltkriegs wurde diese teilweise stillgelegt und demontiert.